# EHC Dübendorf
L'EHC Dübendorf è una squadra di hockey su ghiaccio con sede nell'omonima città, nel Canton Zurigo, in Svizzera. Milita attualmente nella Prima Lega di cui ha vinto due campionati nel 2004 e nel 2014.
Nel 1977 la squadra ha raggiunto il suo apice in Lega Nazionale B.